# Käsedeckmittel
Käsedeckmittel oder Käseüberzugsmittel dienen der Beschichtung von Käsen mit einer künstlichen Rinde.
Sie sollen den Käse oder auch seine Rinde (bei der Reifung) vor Einflüssen wie mechanisch induzierten Schäden, Schimmelbildung oder vor Austrocknung schützen. Sie sind üblicherweise nicht zum Verzehr bestimmt; die künstliche Rinde sollte vorher abgeschnitten werden. Als Grundsubstanzen können Wachse oder Polymere dienen. Den Grundsubstanzen können zur Konservierung Stoffe wie Natamycin oder aus optischen Gründen Farbstoffe zugesetzt werden.